# Buabeng-Fiema-Affenschutzreservat
Koordinaten: 7° 43′ 8″ N, 1° 43′ 25″ W
Das Buabeng-Fiema-Affenschutzreservat ist ein von der Regionalbehörde erlassenes Wildtierreservat in der Bono East Region von Ghana. Dieses Reservat ist lediglich 80 Hektar groß.

## Lage
Das Buabeng-Fiema-Affenschutzreservat liegt in einem Übergangsgebiet zwischen dem tropischen Regenwald und der Feuchtsavanne. Es befindet sich 30 Kilometer nordöstlich der Regionshauptstadt Techiman.

## Beschreibung
Dieses Gebiet hat, anders als die meisten anderen Nationalparks und Reservate, seine Gründung der traditionellen Religion in Ghana zu verdanken. Das Gebiet dieses Reservats liegt auf traditionell heiligem Boden, in dem seit vielen Jahrzehnten die in diesem Gebiet ansässigen Geoffroy-Stummelaffen (Colobus vellerosus) und die Lowe-Meerkatzen (Cercopithecus lowei) als heilige Tiere verehrt werden. Über sie wacht ein strenges religiöses Tabu und ein Jagdverbot.
Die Lowe-Meerkatzen zählen zu den sehr seltenen Tieren. Hier leben etwa 250 Tiere und dringen auf ihrer Nahrungssuche sogar bis in die Dörfer vor. Von den Geoffroy-Stummelaffen leben etwa 150 Exemplare in diesem Reservat.